# Ponorková nemoc
Ponorková nemoc (zkráceně ponorka) je laické označení pro stav vzrůstajícího napětí, antipatie a nesnášenlivosti zejména v malých sociálních skupinách v uzavřeném prostoru. 

## Popis jevu
Ponorková nemoc je vyvolána stereotypní situací s nedostatkem podnětů. Rozvíjí se v rámci nějakého uzavřeného kolektivu lidí, kteří spolu tráví mnoho času (ať už pracovně či soukromě). Snadno vzniká i mezi blízkými lidmi, kteří spolu za běžných okolností velmi dobře vycházejí např. v zaměstnání mezi kolegy, mezi partnery ve vztahu, na dovolené s přáteli apod. Jejím projevem jsou nejrůznější (zpočátku slovní) konflikty a eskalace napětí. Objevuje se zejména tam, kde není možné kontakt s ostatními členy skupiny alespoň krátkodobě přerušit. Ponorkové nemoci nejsou uchráněni ani profesionálové, kteří jsou na tyto stavy připraveni, například kosmonauti nebo polárníci.
Při ponorkové nemoci dochází zejména ke slovním útokům nebo i k fyzickému napadení druhé osoby, a to proto, že je svým chováním a jednáním pro agresora subjektivně nesnesitelná (lidově se často používá fráze „jde mi na nervy“). Ponorková nemoc se může vystupňovat až k agresivitě, skupinové psychóze, paranoii apod. Ve větších kolektivech se často stává, že si na sebe vytvoří vzájemnou averzi více lidí.

## Etymologie
Sousloví „ponorková nemoc“ je zřejmě odvozeno od námořníků na ponorkách, mezi kterými po nějaké době izolace od okolního světa docházelo ke zvýšenému napětí v důsledku psychické únavy a nedostatku soukromí. 